# Sasakia genestieri
Sasakia genestieri är en fjärilsart som beskrevs av Charles Oberthür 1903. Sasakia genestieri ingår i släktet Sasakia och familjen praktfjärilar. Inga underarter finns listade i Catalogue of Life.